# Choleva reitteri
Choleva reitteri är en skalbaggsart som beskrevs av Karl Petri 1915. Choleva reitteri ingår i släktet Choleva, och familjen mycelbaggar. Arten är reproducerande i Sverige.